# 3-D Man
3-D Man (Charles i Hal Chandler) és un personatge de ficció de còmic de l'Univers Marvel. Encara que les seves aventures passin a la dècada dels anys 1950, fou creat per Roy Thomas el 1977 a la sèrie d'antologia Marvel Premiere.

## Biografia de ficció
Charles (Chuck) i Harold (Hal) Chandler van néixer a Los Angeles, California. Quan pilotava un avió-coet de proves el XF-13 per la NASA, Chuck fou capturat pels Skrulls, que el van intentar interrogar. L'OVNI skrull va explotar amb Chuck a dins i el va exposar a una radiació estranya. Chandler va estavellar el XF-13 al desert de Mojave i quan el seu germà Hal va intentar rescatar-lo, Chuck va desaparèixer. Hal, va descobrir que la imatge del seu germà estava impresa a les lents de les seves ulleres. Quan Hal es va posar les ulleres i es va concentrar, va provocar un moviment dimensional que feu que Chuck es materialitzés en el seu nou cos, Chuck portava un vestit verd i vermell i la seva força, velocitat i resistència s'havia triplicat. Com a 3-Man, Chuck va lluitar contra el crim i contra els Skrulls infiltrats.
En més d'una ocasió, la ment de Hal va ocupar el cos de 3-D Man i hi ha proves que la ment del 3-D Man, en realitat és una combinació de Chuck i de Hal, encara que generalment hi domini la del primer.
En algun punt després de les aventures viscudes als anys 1950, Hal Chandler va decidir deixar d'ésser el 3-D Man i va abandonar el seu germà en una altra dimensió. Hal, posteriorment, va trobar a Bruce Banner, temorós que Hulk el tornés a dominar va utilitzar les ulleres per a reunir-se amb Chuck una altra vegada. Després d'aquesta trobada, el 3-D Man va anar amb el seu germà a l'altra dimensió decidit a no tornar. Tot i això, posteriorment van ser convocats pel Grandmaster
Amb l'ajuda de Els Venjadors, Hal i Chuck van ser separats i van poder-se reunir amb Peggy, una vella amiga.

## Poders i habilitats
Hal Chandler, posant-se les ulleres i concentrant-se en el seu germà, podia convocar una versió super-heroica d'aquest: el 3-D Man. Això provocava que Hal restés inconscient. El 3-D Man només podia existir durant tres hores seguides abans que Hal es despertés i ell desaparegués.
Com a 3-D Man, Chuck Chandler tenia tres vegades les capacitats d'un ésser humà. El 3-D Man és tres vegades més fort, ràpid i resistent que un ésser humà amb el màxim de les seves qualitats. Cadascun dels cinc sentits també era el triple de poderós.
A més a més, el 3-D Man té l'habilitat de percebre una aura distintiva en els Skrulls, fos quina fos la forma que tinguin.
Chuck és un pilot expert i un jugador talentós de futbol americà. Hal, és un investigador científic experimentat. Hal, té astigmatisme i necessita ulleres. També necessita un bastó per a caminar.

## Altres versions
El personatge apareix, en una altra versió a What If, vol 1, núm. 9. Apareix amb altres super-herois formant part d'una versió alternativa dels Venjadors dels anys 1950.

## Aparicions
- Marvel Premiere #35-37
- Incredible Hulk #251-252
- Contest of Champions #1-3
- What If vol. 1, #9
- Avengers Forever #4
- Avengers (1988) #50-55.
- Secret Invasion: Skrulls (2008, one-shot)